# James Krumpholz
James W. Krumpholz, detto J.W. (Orange, 22 settembre 1987), è un pallanuotista statunitense, vincitore di una medaglia d'argento ai giochi olimpici di Pechino 2008.

## Biografia
James è figlio di Kurt Krumpholz, medaglia d'argento nei 200 stile libero ai Mondiali di nuoto del 1973.